# Agrias cyanemixta
Agrias cyanemixta är en fjärilsart som beskrevs av Le Moult 1931. Agrias cyanemixta ingår i släktet Agrias och familjen praktfjärilar. Inga underarter finns listade i Catalogue of Life.